# Secretary
Secretary è un film del 2002 diretto da Steven Shainberg, interpretato da James Spader e Maggie Gyllenhaal, e liberamente basato sull'omonimo racconto breve presente nella raccolta del 1988 Cattiva condotta (Bad Behaviour) di Mary Gaitskill.

## Trama
Lee Holloway è appena ritornata a casa da una clinica psichiatrica, in cui è stata ricoverata per autolesionismo, in occasione del matrimonio della sorella maggiore. Determinata a guadagnarsi un posto nella società, impara a battere a macchina e viene assunta come segretaria nello studio dell'avvocato E. Edward Grey; l'uomo le spiega che è troppo qualificata per il lavoro (avendo i voti più alti di chiunque altro si sia mai presentato) e le spiega che si tratta d'un lavoro molto monotono e noioso, dato che la ragazza dovrà usare solo macchine da scrivere. Lee accetta lo stesso.
Anche se all'inizio Grey sembra essere irritato da alcuni refusi di Lee, diventa presto evidente che è sessualmente eccitato dal suo comportamento obbediente; dopo che lui l'affronta sulla sua propensione all'autolesionismo e la convince a non farsi mai più del male, i due iniziano una relazione BDSM. Lee sperimenta un risveglio sessuale e personale, innamorandosi profondamente di Grey; quest'ultimo, però, mostra insicurezza nell'esternare i suoi sentimenti verso Lee, provando disgusto per le proprie fantasie sessuali. Durante questo periodo di "esplorazione" con Grey, Lee tenta di avviare una relazione più convenzionale con Peter, ex compagno di liceo intenzionato a metter su famiglia. Un giorno, senza preavviso, Grey licenzia Lee.
Peter chiede a Lee di sposarlo e lei, seppur dubbiosa perché ancora attratta da Grey, acconsente. Tuttavia, mentre prova il suo abito da sposa, esce e corre nell'ufficio di Grey, dichiarandogli il suo amore; Grey, ancora incerto sulla loro relazione, la mette alla prova ordinandole di sedersi sulla sua sedia senza muovere mani e piedi fino al suo ritorno: Lee obbedisce volentieri. Peter, avvertito da Grey, tenta di farle cambiare idea, ma Lee lo caccia, dicendo che non è lui l'uomo con cui vuole stare. Passano le ore, e diversi membri della famiglia e conoscenti visitano di volta in volta Lee per tentare alternativamente di dissuaderla o d'incoraggiarla, mentre Grey la osserva da lontano, ammettendo finalmente a sé stesso di essersi innamorato di lei. Lee, a causa del rifiuto di lasciare l'ufficio dopo tre giorni, attira l'attenzione dei media, che credono stia attuando uno sciopero della fame. Quella sera, dopo aver letto alcuni scritti di Lee riguardanti loro due, Grey torna in ufficio e porta Lee in una stanza al piano di sopra, dove le fa il bagno e la nutre. Qualche tempo dopo, i due si sposano e continuano felicemente la loro relazione.

## Produzione
Nonostante la pellicola sia ambientata in Florida, le riprese si sono svolte a Los Angeles.

## Colonna sonora
La colonna sonora è stata composta da Angelo Badalamenti e pubblicata l'8 ottobre 2002 da Lions Gate Records; l'albo contiene 12 tracce per una durata totale di 40:39.
1. I'm Your Man – Leonard Cohen –  4:26
2. Main Title – 4:40
3. Feelin' Free – 3:15
4. Snow Dome Dreams – 4:31
5. Bathing Blossom – 1:59
6. Seeing Scars – 3:29
7. Loving to Obey – 4:13
8. Office Obligations – 3:17
9. The Loving Tree – 2:05
10. Orchids – 2:40
11. Secretary's Secrets – 2:43
12. Chariots Rise – Lizzie West – 3:16

## Distribuzione
- Assuma la posizione.
- Una commedia per chiunque si sia sentito legato al lavoro.
(Slogan)

Il film è stato distribuito negli Stati Uniti il 20 settembre 2002 da Lions Gate Entertainment, e in Italia il 4 aprile 2003 da Eagle Pictures.

## Accoglienza

### Incassi
Il film ha incassato 4058680 $ negli Stati Uniti e 5244929 $ nella distribuzione internazionale, per un totale di 9304609 $.

### Critica
Secretary ha ricevuto una buona accoglienza da parte della critica. Sull'aggregatore Rotten Tomatoes, la pellicola ha un indice di approvazione del 76% basato su 157 recensioni, con un voto medio di 6,8 su 10; il giudizio dei critici afferma: «Maggie Gyllenhaal impressiona in questa commedia romantica dal tocco stravagante». Su Metacritic il punteggio ottenuto è di 63 su 100 sulla base di 39 recensioni, equivalente a «recensioni generalmente favorevoli».

## Riconoscimenti
- 2002 - Boston Society of Film Critics[6]
  - Miglior attrice a Maggie Gyllenhaal
- 2002 - Central Ohio Film Critics Association Awards[7]
  - Migliore attrice a Maggie Gyllenhaal
- 2002 - Gotham Independent Film Awards[8]
  - Miglior attrice emergente a Maggie Gyllenhaal
- 2002 - Las Vegas Film Critics Society
  - Candidatura alla miglior attrice a Maggie Gyllenhaal
- 2002 - Locarno Festival
  - Candidatura al Pardo d'oro
- 2002 - Online Film Critics Society[9]
  - Miglior performance rivelazione a Maggie Gyllenhaal
  - Candidatura alla miglior attrice a Maggie Gyllenhaal
- 2002 - Phoenix Film Critics Society Awards
  - Candidatura alla miglior attrice a Maggie Gyllenhaal
- 2002 - San Diego Film Critics Society Awards
  - Candidatura alla miglior attrice a Maggie Gyllenhaal
- 2002 - Sundance Film Festival
  - Premio speciale della giuria per l'originalità
  - Candidatura al Gran premio della giuria: U.S. Dramatic
- 2002 - Toronto Film Critics Association[10]
  - Candidatura alla miglior attrice a Maggie Gyllenhaal
- 2002 - Vancouver Film Critics Circle Award
  - Candidatura alla miglior attrice a Maggie Gyllenhaal
- 2002 - Washington D.C. Area Film Critics Association
  - Candidatura alla miglior attrice a Maggie Gyllenhaal

- 2003 - Chicago Film Critics Association[11]
  - Miglior performance rivelazione a Maggie Gyllenhaal
- 2003 - British Independent Film Awards[12]
  - Candidatura al miglior film straniero
- 2003 - Florida Film Critics Circle[13]
  - Miglior performance rivelazione a Maggie Gyllenhaal
- 2003 - Golden Globe[14]
  - Candidatura alla migliore attrice in un film commedia o musicale a Maggie Gyllenhaal
- 2003 - Independent Spirit Awards[15][16]
  - Miglior sceneggiatura d'esordio a Erin Cressida Wilson
  - Candidatura al miglior film
  - Candidatura alla miglior attrice protagonista a Maggie Gyllenhaal
- 2003 - MTV Movie & TV Awards
  - Candidatura alla miglior performance rivelazione femminile a Maggie Gyllenhaal
- 2003 - National Board of Review[17]
  - Miglior performance rivelazione femminile a Maggie Gyllenhaal
- 2003 - National Society of Film Critics[18]
  - Candidatura alla miglior attrice a Maggie Gyllenhaal
- 2003 - Premio Chlotrudis[19]
  - Candidatura al miglior attore a James Spader
  - Candidatura alla miglior attrice a Maggie Gyllenhaal
  - Candidatura alla miglior sceneggiatura adattata a Erin Cressida Wilson e Steven Shainberg
- 2003 - Satellite Award
  - Candidatura alla miglior attrice in un film commedia o musicale a Maggie Gyllenhaal
- 2004 - Empire Awards
  - Candidatura alla miglior attrice a Maggie Gyllenhaal